# 8009 Béguin
8009 Béguin eller 1989 BA1 är en asteroid i huvudbältet som upptäcktes den 25 januari 1989 av den franske astronomen Christian Pollas vid CERGA-observatoriet. Den är uppkallad efter upptäckarens fru och hennes föräldrar.
Asteroiden har en diameter på ungefär 6 kilometer.